# جنگل مولایی
جنگل مولایی (به انگلیسی: Molai forest) یک جنگل در هند است که در آسام واقع شده‌است.